# František Kiviš z Rotterau
František Kiviš z Rotterau (30. duben 1814 Klatovy – 29. říjen 1851 Praha) byl český gynekolog a porodník, jeden ze zakladatelů těchto oborů samotných.

## Životopis
Byl synem státního úředníka Ignaze Kiwische, vystudoval gymnázium v rodných Klatovech a poté lékařství na Karlově univerzitě v Praze, kde roku 1837 získal doktorát. Studijně poté cestoval do Francie, Německa, Anglie a Dánska. Do Čech se vrátil v roce 1841 a začal pracovat ve zdravotnické komisi Českého gubernia. V roce 1842 se rozhodl pro lékařskou porodnickou praxi, nejprve v Novém Bydžově a poté v Berouně. Brzy však zahájil akademickou kariéru, když byl nejprve jmenován docentem a záhy pověřen vedením nově vzniklého gynekologického oddělení na lékařské fakultě Univerzity Karlovy. V roce 1843 si vymohl, aby pro gynekologické účely bylo vyčleněno několik lůžek ve Všeobecné nemocnici v Praze, což je někdy označováno za založení první gynekologické kliniky v Rakouské říši.
V roce 1845 Prahu opustil, když nahradil Josefa Servase d’Outreponta jako profesor na katedře gynekologie a porodnictví na univerzitě ve Würzburgu. Tam byl také záhy jmenován ředitelem porodnické kliniky a napsal ve Würzburgu rovněž své nejoceňovanější dílo Klinische Vorträge über specielle Pathologie und Therapie der Krankheiten des weiblichen Geschlechtes (1848). V roce vydání jeho stěžejní práce však zemřela jeho žena a Kiviš se psychicky zhroutil.
Roku 1850 se vrátil do Prahy. Zde mu bylo nabídnuto na Karlově univerzitě místo profesora porodnictví (po Antonínu Janu Jungmannovi), avšak šlo o poctu spíše formální – jeho psychický stav už se po krizi z roku 1848 příliš nezlepšil a Kiviš nemohl plně pracovat. Roku 1851 navíc onemocněl tuberkulózou a velmi brzy na ní zemřel, v 38 letech. Pohřben byl na Malostranském hřbitově.